# 大科丘巴鄉
46°44′N 22°00′E / 46.733°N 22.000°E
大科丘巴鄉（羅馬尼亞語：Comuna Cociuba Mare, Bihor），是羅馬尼亞的鄉份，位於該國西北部，由比霍爾縣負責管轄，面積74平方公里，海拔高度131米，2007年人口3,027，人口密度每平方公里41人。